# 阿卜杜拉·本·扎耶德·阿勒纳哈扬
谢赫阿卜杜拉·本·扎耶德·本·苏尔坦·阿勒纳哈扬（阿拉伯语：عبد الله بن زايد بن سلطان ال نهيان，Abdullah bin Zayed bin Sultan Al Nahyan，1972年4月30日—），阿联酋外交大臣和阿布扎比酋长国王室成員。他是阿联酋国父扎耶德·本·苏尔坦·阿勒纳哈扬的第七个儿子，同胞兄弟包括阿联酋總統穆罕默德。他從2006年起一直担任外交大臣。
2020年，阿卜杜拉代表阿聯酋簽署了亞伯拉罕協議。